# Antónia Lišková
Antónia Lišková, italsky Antonia Liskova, (* 25. března 1977 Bojnice) je slovensko-italská herečka, která ztvárnila role lékařek v seriálech Okouzlení a Milenky.

## Životopis
Na Slovensku žila do sedmnácti let. Po studiu střední farmaceutické a chemické školy odcestovala do Itálie, kde se trvale usadila a podstoupila proces naturalizace. Zpočátku byla zaměstnána jako číšnice v římském baru a chůva. Následně začala modelingovou kariéru v Miláně. Hereckou dráhu zahájila, když doprovodila kamarádku na casting role ruské špionky a filmaři neplánovaně obsadili ji. Začala tak hrát v televizních seriálech a filmech. Nominována byla na italskou filmovou cenu Donatellův David. První postavu ve slovenštině ztvárnila v seriálu Milenky z roku 2018, na níž navázala romantickým filmem Šťastný nový rok (2019).
V lednu 2010 se vdala za plastického chirurga Lucu Ferrareseho. Páru se již v roce 2005 narodila dcera Liliana. V roce 2012 došlo k odloučení manželů.

## Filmografie

### Film
| Rok  | Název                             | Režie                 | Poznámky                          |
| ---- | --------------------------------- | --------------------- | --------------------------------- |
| 2000 | C'era un cinese in coma           | Carlo Verdone         |                                   |
| 2001 | Gioco con la morte                | Maurizio Longhi       |                                   |
| 2002 | Il piacere di piacere             | Luca Verdone          |                                   |
| 2004 | Promessa d'amore                  | Ugo Fabrizio Giordani |                                   |
| 2007 | Úkryt                             | Marco S. Puccioni     | italsky: Riparo – Anis tra di noi |
| 2009 | Giulia non esce la sera           | Giuseppe Piccioni     |                                   |
| 2009 | La voce                           | Augusto Zucchi        |                                   |
| 2010 | La banda dei Babbi Natale         | Paolo Genovese        |                                   |
| 2013 | Cam Girl                          | Mirca Viola           |                                   |
| 2013 | In the box                        | Giacomo Lesina        |                                   |
| 2013 | La voce – Il talento può uccidere | Augusto Zucchi        |                                   |
| 2014 | Una donna per amica               | Giovanni Veronesi     |                                   |
| 2018 | Sconnessi                         | Christian Marazziti   |                                   |
| 2018 | Parlami di Lucy                   | Giuseppe Petitto      |                                   |
| 2019 | A Tor Bella Monaca non piove mai  | Marco Bocci           |                                   |
| 2019 | Šťastný nový rok                  | Jakub Kroner          |                                   |
| 2021 | Šťastný nový rok 2: Dobro došli   | Jakub Kroner          |                                   |
| 2021 | Addio al nubilato                 | Francesco Apolloni    |                                   |
| 2022 | Terezín                           | Gabriele Guidi        |                                   |

### Televize
| Rok  | Název                               | Režie                                | Poznámky                                              |
| ---- | ----------------------------------- | ------------------------------------ | ----------------------------------------------------- |
| 1998 | Le ragazze di Piazza di Spagna      | Riccardo Donna Gianfrancesco Lazotti | seriál, Rai Due                                       |
| 2001 | Don Matteo 2                        | Andrea Barziniová Leone Pompucci     | seriál, Rai Uno, díl: „Un uomo onesto“                |
| 2001 | Il commissario                      | Alessandro Capone                    | seriál, Canale 5                                      |
| 2001 | Via Zanardi 33                      | Antonello De Leo                     | sitcom, Italia 1                                      |
| 2003 | La notte di Pasquino                | Luigi Magni                          | televizní film, Canale 5                              |
| 2003 | Okouzlení                           | Alessandro Cane Tomaso Sherman       | italsky: Incantesimo VI, seriál, Rai Uno              |
| 2003 | Sospetti 2                          | Gianni Lepre                         | seriál, Rai Uno                                       |
| 2004 | Il tunnel della libertà             | Enzo Monteleone                      | seriál, Canale 5                                      |
| 2005 | Il cuore nel pozzo                  | Alberto Negrin                       | seriál, Rai Uno                                       |
| 2005 | L'uomo sbagliato                    | Stefano Reali                        | seriál, Rai Uno                                       |
| 2006 | Odtržené děti                       | Massimo Spano                        | italsky: I figli strappati, dvoudílný seriál, Rai Uno |
| 2007 | Caccia segreta                      | Massimo Spano                        | seriál, Rai Uno                                       |
| 2008 | Zodiaco                             | Eros Puglielli                       | seriál, Rai Due                                       |
| 2008 | Komisař Montalbano                  | Alberto Sironi                       | seriál, 4. díl sedmé řady: „Papírový měsíc“           |
| 2009 | Il bene e il male                   | Giorgio Serafini                     | seriál, Rai Uno                                       |
| 2009 | Le segretarie del sesto             | Angelo Longoni                       | seriál, Rai Uno                                       |
| 2009 | Occhio a quei due                   | Carmine Elia                         | televizní film, Canale 5                              |
| 2010 | Le cose che restano                 | Gianluca Maria Tavarelli             | seriál, Rai Uno                                       |
| 2010 | Tutti pazzi per amore 2             | Riccardo Milani Laura Muscardin      | seriál, Rai Uno                                       |
| 2011 | Tutti pazzi per amore 3             | Riccardo Milani                      | Rai 1                                                 |
| 2012 | Mai per amore                       | Liliana Cavaniová                    | Rai 1                                                 |
| 2012 | Marie z Nazaretu                    | Giacomo Campiotti                    | minisérie, Rai 1                                      |
| 2012 | Zodiaco – Il libro perduto          | Tonino Zangardi                      | minisérie, Rai 2                                      |
| 2015 | Solo per amore                      | Raffaele Mertes Daniele Falleriová   | seriál, Canale 5                                      |
| 2017 | Solo per amore – Destini incrociati | Raffaele Mertes Daniele Falleriová   | seriál, Canale 5                                      |
| 2017 | Non uccidere                        | Lorenzo Sportiello                   | seriál, 5. díl druhé řady                             |
| 2018 | Carlo & Malik                       | Marco Pontecorvo                     | italsky: Nero a metà, seriál, Rai Uno                 |
| 2018 | Milenky                             | Jakub Kroner                         | seriál, TV Markíza                                    |
| 2019 | Purché finisca bene                 | Fabrizio Costa                       | Rai 1                                                 |
| 2019 | La porta rossa                      | Carmine Elia                         | seriál                                                |